# Lancia Aurelia
Lancia Aurelia – włoski samochód osobowy produkowany w latach 1950–1958. Uważa się, że był to pierwszy pojazd zasługujący w pełni na miano grand tourer. W modelu tym Lancia wprowadziła szereg innowacyjnych rozwiązań. Głównym było zastosowanie po raz pierwszy w seryjnie produkowanym pojeździe silnika V6. Silnik ten napędzał koła tylne poprzez skrzynię biegów umieszczoną z tyłu pojazdu wraz z mechanizmem różnicowym (układ transaxle), bębnowe hamulce kół tylnych umieszczone były przy mechanizmie różnicowym, a nie bezpośrednio przy kołach.
Jednostka napędowa początkowo miała pojemność 1,8 l w miarę rozwoju silnika powiększaną stopniowo do 2,5 l. Zarówno blok silnika jak i głowica wykonane były z aluminium, pojedynczy wałek rozrządu umieszczony w bloku silnika napędzał zawory poprzez popychacze. Zastosowano półkoliste komory spalania. Zasilanie realizowane było za pomocą jednego gaźnika Solex lub Weber, w późniejszych wersjach o pojemności 2 l używano gaźników podwójnych.
Projektantem modelu Aurelia był Vittorio Jano, włoski projektant pochodzenia węgierskiego.

## Historia modelu

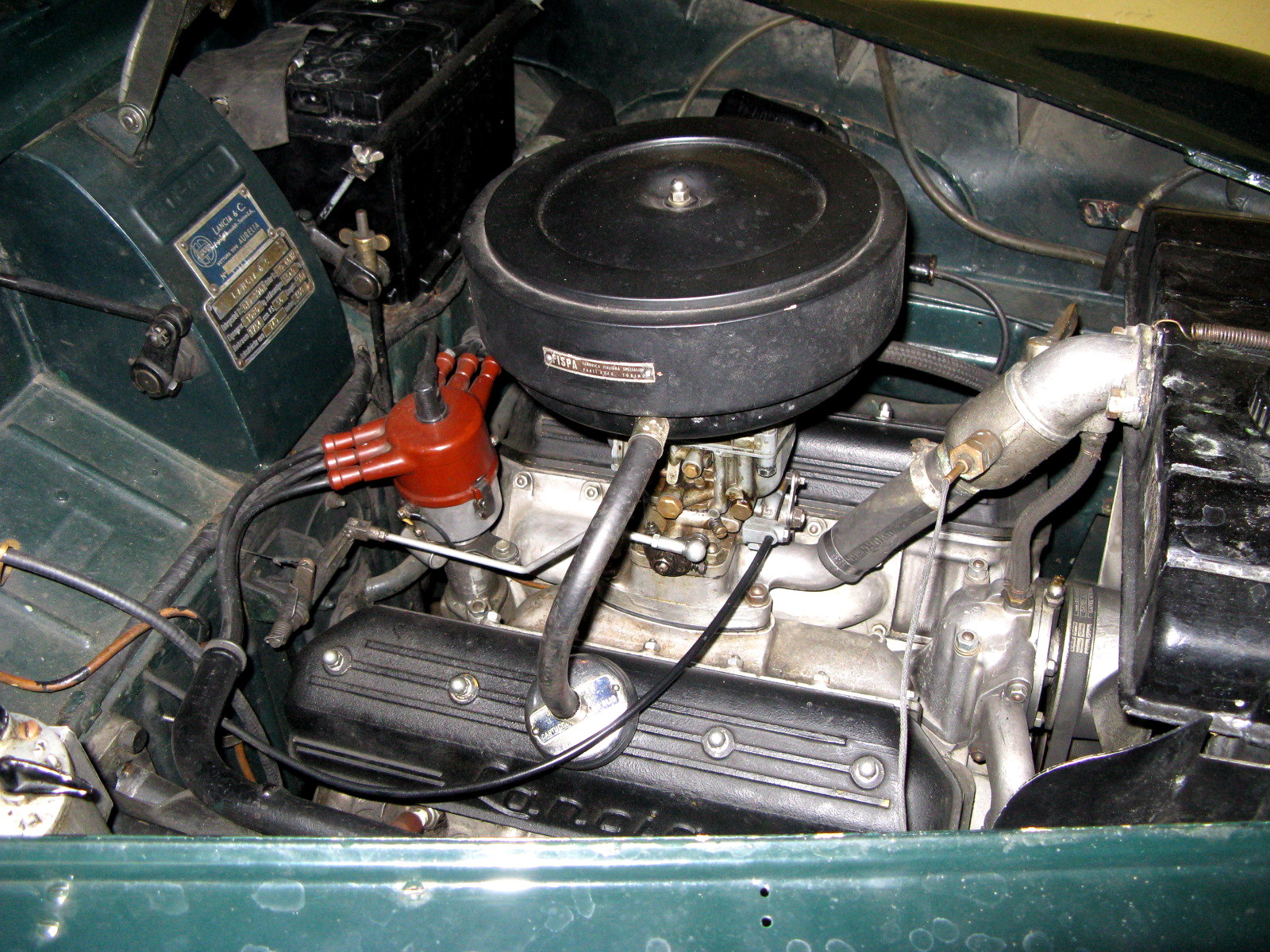
Silnik V6 Aurelii

Aurelia zadebiutowała jako sedan wyposażony w silnik V6 o pojemności 1754 cm³, mocy 56 KM (42 kW). Ta wersja nosiła oznaczenie B10. Od 1951 roku oferowano Aurelię w wersji B21 z silnikiem o pojemności powiększonej do 1991 cm³ i mocy 70 KM. Obie wersje produkowano do roku 1953. Równolegle z wersją sedana B21 powstawało 2-drzwiowe coupe Aurelia GT (B20). Zaprojektowana została w firmie Ghia a nadwozie zbudowane zostało przez Pininfarinę. Stosowano ten samo silnik jak w wersji B21 o mocy zwiększonej do 75 KM.
Na bazie wersji B10 Pininfarina zrealizowała 4-miejscowy kabriolet oznaczony jako B50 produkowany tylko w latach 1950-1951.
Druga generacja GT zadebiutowała z silnikiem 2 l o mocy 80 KM uzyskanych przez zwiększenie stopnia kompresji oraz zmianę ustawienia zaworów. Inne zmiany jakich dokonano to poprawa układu hamulcowego, oraz niewielkie zaminy stylistyczne obejmujące chromowane zderzaki w miejsce aluminiowych i nową deskę rozdzielczą. Od 1952 roku ruszyła produkcja nowej wersji sedana B22 z podwójnym gaźnikiem Webera i zmienionym wałkiem rozrządu, które to zmiany pozwoliły osiągnąć 90 KM ze stosowanego w dalszym ciągu silnika o pojemności 2 l.
W 1953 roku zmodernizowano wygląd modelu, wtedy też zadebiutował silnik o pojemności 2451 cm³ (trzecia generacja). 

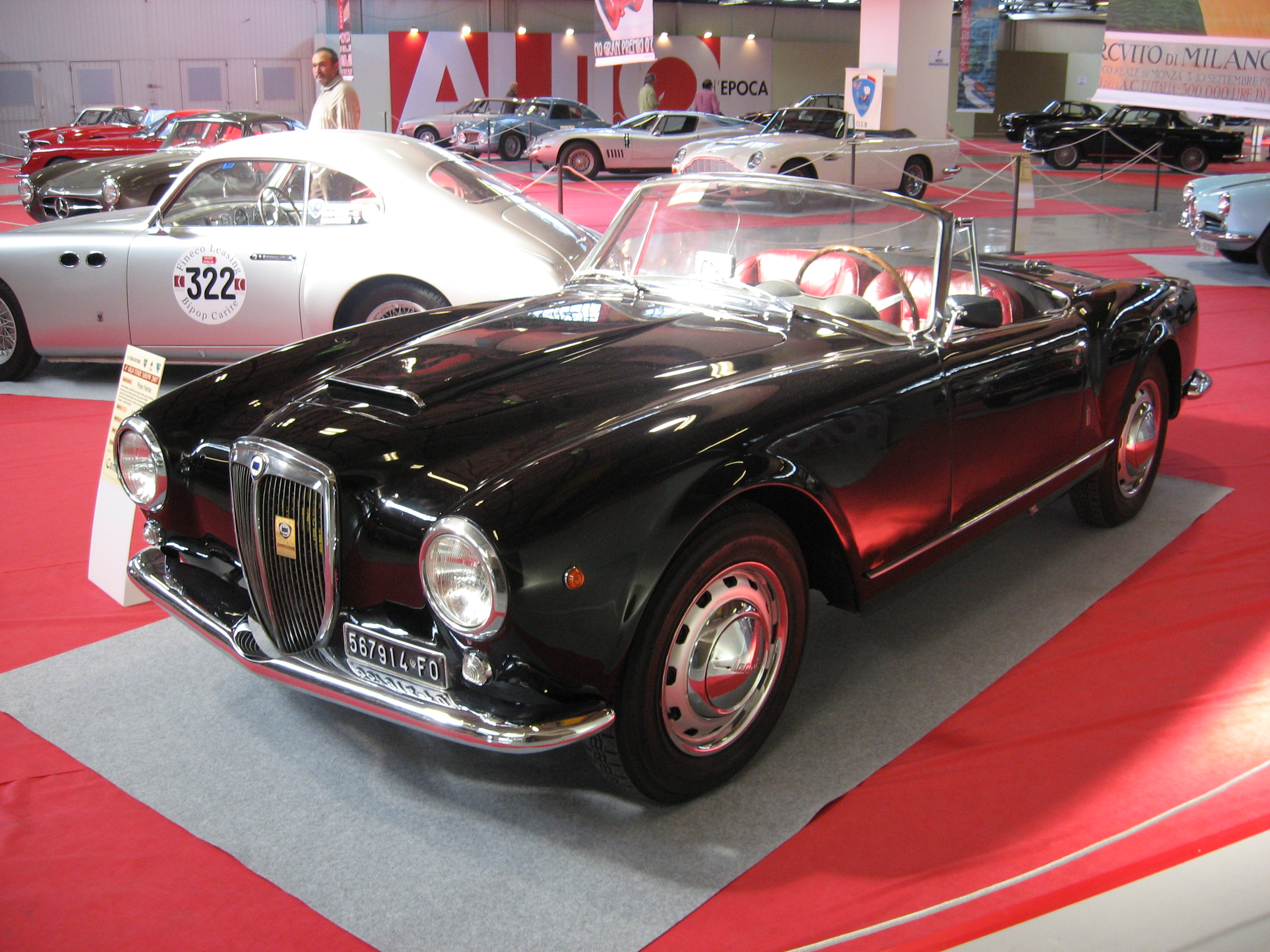
Lancia Aurelia B24

Czwartą generację Aureli wyróżnia zmiana tylnego zawieszenia na całkowicie niezależne. Sedan otrzymuje oznaczenie B12. Zmiany obejmują również modyfikacje silnika. Debiutuje otwarte nadwozie B24 Spider oparte na bazie coupe B20. Pewna liczba pojazdów po raz pierwszy zostaje wyeksportowana do USA. Jednocześnie w generacji tej wprowadzono wersje na rynek brytyjski z kierownicą po prawej stronie.
Piąta generacja przyniosła zmiany w przeniesieniu napędu (dalej jest to jednak układ transaxle) oraz poprawiony układ kierowniczy. Wprowadzono kolejną otwartą wersję nadwoziową B24, kabriolet ten różnił się jednak od wcześniejszego B24 Spider.
Szósta generacja obejmuje m.in. zmiany w położeniu zbiornika paliwa i zmianę foteli.
W każdej generacji występowało kilka odmian modelu różniących się różnymi szczegółami. Montowano silniki o różnej pojemności i zmienionej mocy. Np. sedan występował w odmianach B10, B21, B15, B22, otwarte wersje nadwoziowe oprócz Spidera obejmowały kilka generacji B24 oraz wersję B50. Wiele włoskich firm nadwoziowych wykorzystało model Aurelia do rozwoju swoich konstrukcji, budowy pojazdów koncepcyjnych.
Łącznie wyprodukowano 18 201 sztuk modelu Aurelia.

## Parametry techniczne (Aurelia 2500 GT (B20))
- V6 2,5 l (2500 cm3), OHV[6]

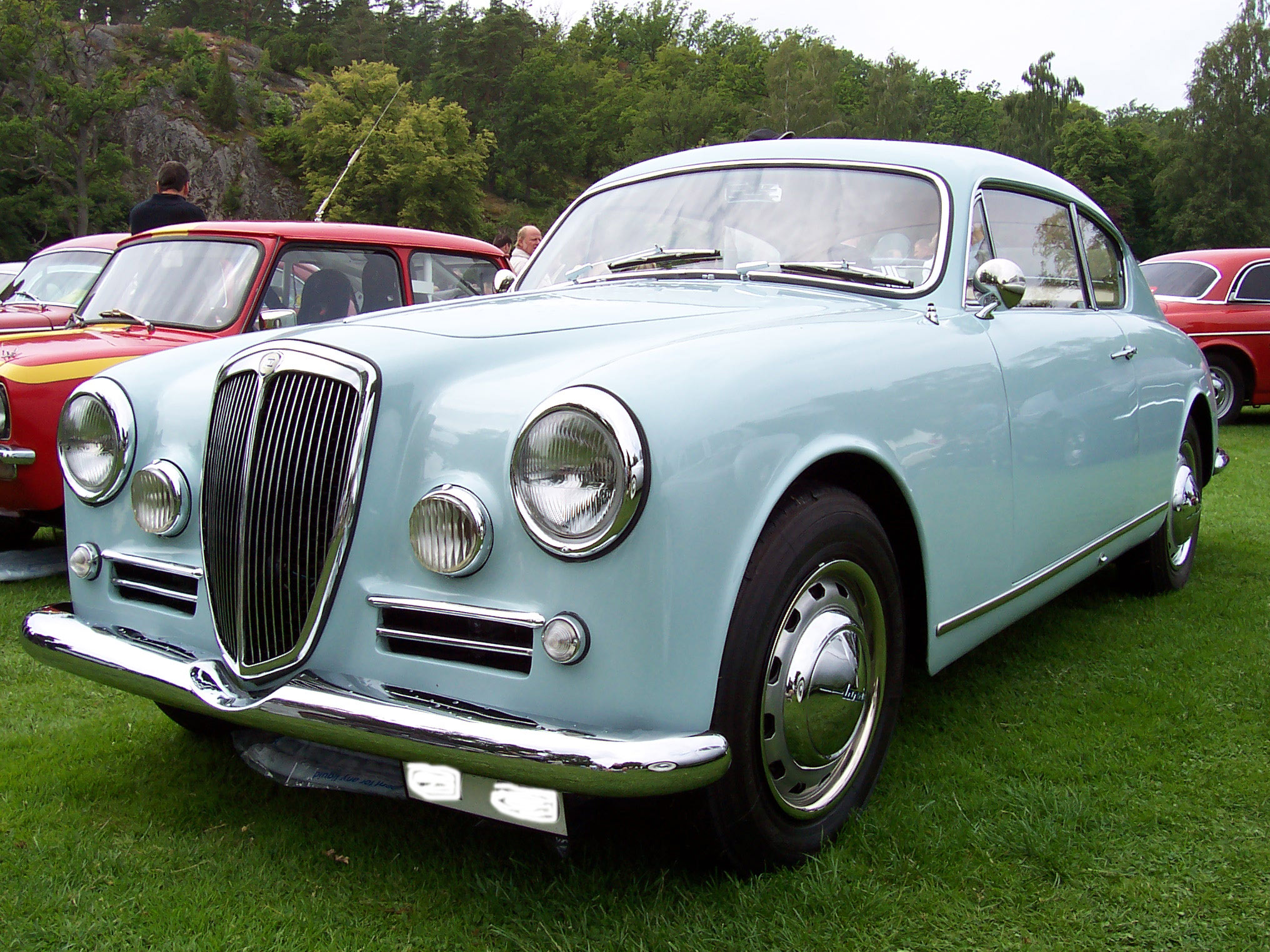
Lancia Aurelia GT B20

- Układ zasilania: dwugardzielowy gaźnik Weber[6]
- Średnica cylindra × skok tłoka: 76,00 mm × 84,00 mm[6]
- Stopień sprężania: b.d.
- Moc maksymalna: 118 KM przy 5000 obr./min[6]
- Maksymalny moment obrotowy: b.d.
- Prędkość maksymalna: 180 km/h[6]